# Avgolemono

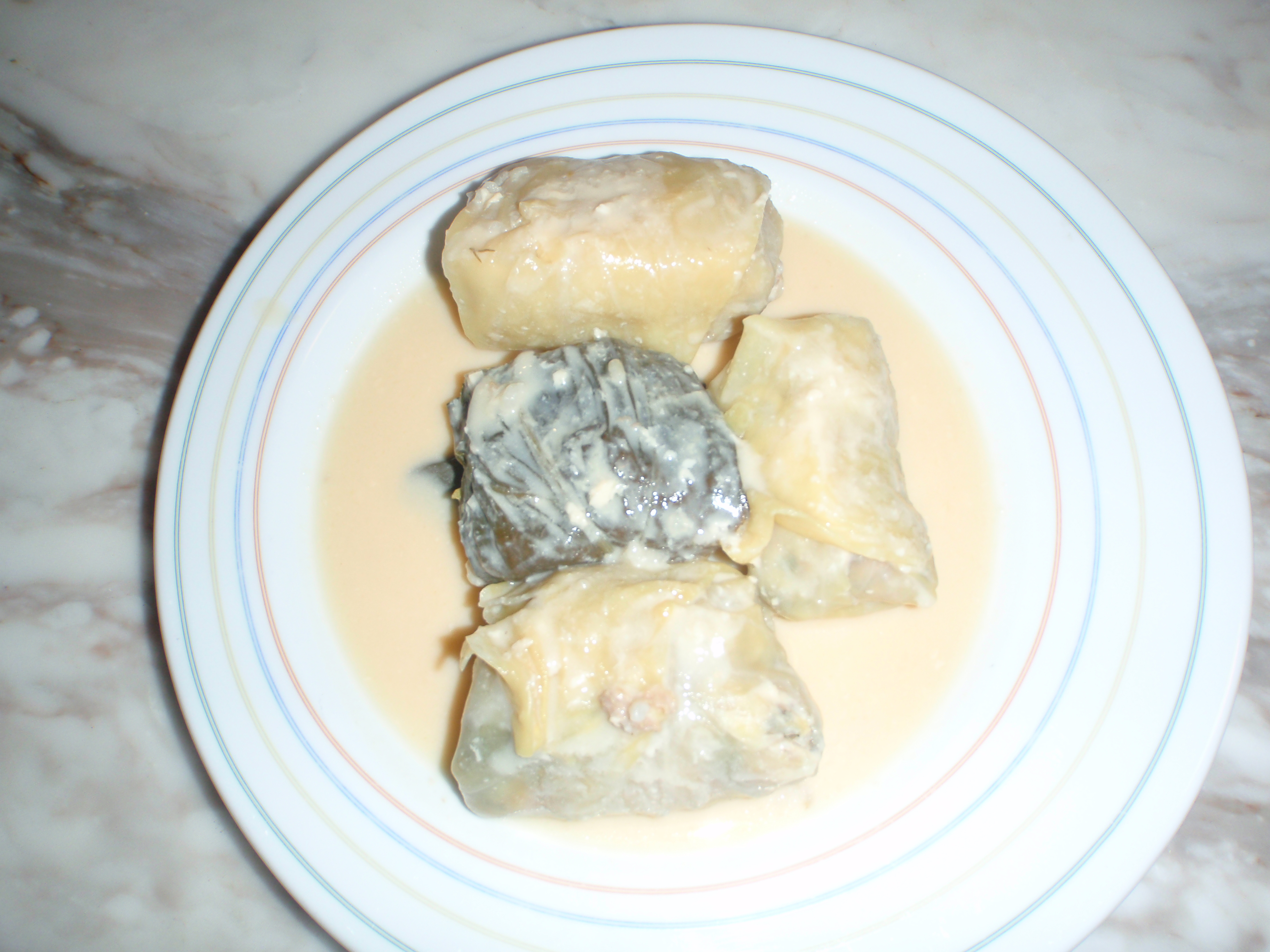
Avgolémono über Wickel aus Kraut- bzw. Mangoldblättern

Avgolemono (griechisch Αυγολέμονο Avgolémono, deutsch ‚Ei-Zitronen-Soße‘, wörtlich ‚Ei-Zitrone‘) ist der griechische Name einer charakteristischen Soße aus dem Osten des Mittelmeerraums. Auf Arabisch heißt die Soße Tarbiya und auf Türkisch Terbiye, was wörtlich Behandlung bzw. Verbesserung bedeutet.
Avgolémono wird als Soße für Fisch, Lamm oder Gemüse (insbesondere Artischocke), aber auch zum geschmacklichen Abrunden verschiedener Aufläufe und Suppen verwendet. Suppen werden durch die Zugabe von Avgolémono auch eingedickt.
Um Avgolémono herzustellen, wird rohes Ei (oder auch nur Dotter) mit Zitronensaft verquirlt, dann heiße Kochflüssigkeit (z. B. Fischbrühe) in die Mischung geschlagen.
In der nordgriechischen Region Makedonien gehören „Sarmades“ (Σαρμάδες, Plural von Sarmas σαρμάς) zum festlichen Weihnachtsessen, Kohlrouladen gefüllt mit gehacktem, nicht gemahlenem Schweinefleisch und Avgolémono. Die thessalische Variante „Lachanodolmades“ (Λαχανοντολμάδες) mit einer Füllung aus Rinder- und Schweinehackfleisch sowie Reis wird ebenfalls mit Avgolémono serviert.